# 黄屯镇
黄屯镇是中国山东省济宁市兖州市下辖的一个镇。

## 行政区划
黄屯镇下辖黄屯村、李屯村、祖营村、辛庄村、孙氏店村、褚屯村、蒋屯村、张厂村、茶庵村、于厂村、吴营村、任桥村、西郭营村、卓村、堌城村、岗上村、东岗村、南廿里铺村、西张庄村、谢家村、庞村、鹅厂村、蒜园村、马庄村、高刘屯村、黄金屯村、丁庄村、三仙庙村、孙氏闸村、高汪庄村、赵庄村、于屯村。